# چالچوق
چالچوق، روستایی از توابع بخش مرکزی شهرستان ابهر در استان زنجان ایران است.
در پایین روستای چالچوق سد کینه ورس قرار دارد .این سد بر روی باغات انگور و میوه این روستا در سال 1390 احداث شده است.  متاسفانه حدود 80 درصد از باغات روستای چالچوق در حین احداث این سد از بین رفتند . 
این روستا مابین دو روستای کینه ورس و چشین واقع شده است. این روستا دارای چشمه های متعددی میباشد که از مهم ترین ان ها میتوان به چشمه علی بلاغی اشاره کرد .که سالانه بسیاری از افراد منطقه برای گردش به انجا میروند . از مکان های دیدنی دیگر میتوان به غار زیگیل هم شاره کرد که در زبان محلی به ان زیگیل ماغاری می گویند .

## جمعیت
این روستا در دهستان ابهررود قرار دارد و براساس سرشماری مرکز آمار ایران در سال ۱۳۸۵، جمعیت آن ۱۳۷ نفر (۲۴خانوار) بوده‌است.